# Roberto Muñoz Barra
Roberto Muñoz Barra (Lautaro, 28 de enero de 1936) es un profesor y político chileno. Fue senador por la "Circunscripción XIV, IX Región de la Araucanía Norte" hasta el año 2010. Años antes también se desempeñó como diputado por la misma zona.
Estudió en la Escuela Normal de Victoria donde se recibió como profesor de Estado. Luego se especializó en biología y física en el Colegio Regional Universitario de la Universidad de Chile en Temuco.
Su carrera política comenzó durante sus años de estudiante secundario, cuando ingresó al Partido Radical, donde incluso llegó a ser presidente de la Juventud Radical. El año 1969 resultó elegido diputado por la 20.ª Agrupación Departamental de Angol, Collipulli, Curacautín, Traiguén y Victoria. En 1971 se retira del partido y se incorporó al Movimiento Radical Independiente de Izquierda, que más tarde formaría el Partido Izquierda Radical. El año 1973 fue reelecto y fue Segundo Vicepresidente de la Cámara entre mayo y septiembre, cuando tras el Golpe de Estado se disuelve el Congreso.
Fue fundador del Partido Social Democracia y militante de este hasta el año 1990. En 1993 se unió al Partido por la Democracia y se presentó como candidato a senador por la Araucanía Norte resultando electo. El 2002 es nuevamente elegido para otro período senatorial.
En 2009, en las puertas de una nueva elección parlamentaria, se enfrentó con el diputado Jaime Quintana por el cupo para la Cámara Alta, donde partido finalmente decidió inclinarse por presentar a Quintana como candidato. Decidió finalizar su militancia en el PPD y se presentó como independiente, donde no resultó elegido.
En año 2012 se acercó a Marco Enríquez-Ominami y al Partido Progresista, donde colaboró con los candidatos a alcalde de la Región de la Araucanía con miras a las elecciones municipales.

## Historial electoral

### Elecciones parlamentarias de 1973
- Elecciones parlamentarias de 1973, para la 20ª Agrupación Departamental, Angol, Collipulli, Traiguén, Victoria y Curacautín.

### Elecciones parlamentarias de 1989
- Elecciones parlamentarias de 1989, para el Distrito 49, Curacautín, Galvarino, Lautaro, Lonquimay, Melipeuco, Perquenco, Victoria y Vilcún[2]

### Elecciones parlamentarias de 1993
- Elecciones parlamentarias de 1993 a Senador por la Circunscripción 14 (Araucanía Norte)[3]

### Elecciones parlamentarias de 2001
- Elecciones Parlamentarias de 2001 a Senador por la Circunscripción 14 (Araucanía Norte)[4]

### Elecciones parlamentarias de 2009
- Elecciones Parlamentarias de 2009 a Senador por la Circunscripción 14 (Araucanía Norte)[5]